# Carlos Martínez Shaw
Carlos Martínez Shaw (Sevilla, 28 de junio de 1945) es un historiador, historiólogo e historiógrafo profesional español, catedrático emérito, anglófilo, especializado en Historia Moderna, y académico de la Real Academia de Historia.

## Biografía
Carlos Martínez Shaw se licenció en Historia por la Universidad de Sevilla en 1967, doctor en Historia por la Universidad de Barcelona en 1973, Catedrático de Historia Moderna desde 1984 en la Universidad de Santander hasta 1986 y de la Universidad de Barcelona desde 1986 a 1994, donde fue profesor desde 1967 a 1984. Desde 1994 hasta finales de 2019 ha sido catedrático de Historia Moderna en la Universidad Nacional de Educación a Distancia de Madrid.
Durante 27 años vinculado a la Universidad de Barcelona, donde fue Vicerrector (1982-1986) en el equipo del rector Antoni Badia i Margarit.
Presidió el desaparecido Centro de Estudios de Historia Moderna Pierre Vilar desde 1986 hasta 1994.
Es miembro del Consejo Asesor de la revista de historia L'Avenç, de Barcelona.
Carlos Martínez Shaw es uno de los principales impulsores de la historia marítima del Antiguo Régimen en España, influido por las preocupaciones temáticas y metodológicas de la Escuela de los Annales, son interesantes sus investigaciones sobre el comercio catalán con América durante los siglos XVII y XVIII, inspiradas en el magisterio de Pierre Vilar, en época anterior a la autorización de Carlos III.
Está vinculado como redactor o asesor a numerosas revistas de historia y cultura, entre las que sobresalen: Hispania, L´Avenç, Drassana, Revista de Historia Social, Cuadernos de Historia de España (Buenos Aires) y Secuencia (México). Pertenece a la Real Sociedad Bascongada de Amigos del País y a la Real Sociedad Económica Matritense de Amigos del País. Es redactor de la History of Mankind publicada por la UNESCO. Colaborador asiduo de El País y El Periódico de Catalunya, en cuyas páginas se ocupa de la crítica de libros de historia moderna y de literatura asiática. Experto en la cultura oriental de la Edad Moderna. 
Ha sido Profesor visitante en varias universidades europeas y americanas, destacando la École des Hautes Études de París (Francia), Université de Toulouse-Le Mirail (Francia), Università degli Studi di Cagliari (Italia), Università degli Studi di Sassari (Italia), Universidad Nacional de Mar del Plata (Argentina), Universidad Católica de Quito (Ecuador) y Universidad Nacional de Salta (Argentina).
Recibió el Premio “Menéndez Pelayo” del Institut d'Estudis Catalans y la Cruz de la Orden de Alfonso X el Sabio al Mérito Académico. 
Fue elegido el 30 de marzo de 2007, académico de número de la Real Academia de la Historia (España), su candidatura era la única que se presentaba a la vacante de la Medalla número 32 y había sido avalada por los académicos Manuel Fernández Álvarez, Julio Valdeón Baruque y Hugo O'Donnell, y tomó posesión el 11 de noviembre de 2007. También forma parte de la Academia Nacional de la Historia de la República Argentina y de la Real Academia Hispano Americana de Ciencias, Artes y Letras (Cádiz). Además, es miembro de la Academia Europæa desde 2013.

## Obras
- El cantón sevillano (Sevilla, 1972)
- Cataluña en la Carrera de Indias, 1680-1756 (Barcelona: Crítica, 1981)
- Spanish Pacific. From Magallanes to Malaspina (Barcelona: Lunwerg, 1988)
- Séville XVIe siècle, de Colom à don Quichotte (París: Autrement, 1992)
- La emigración española a América, 1492-1824 (Oviedo: Archivo de Indianos, 1992)
- El Derecho y el Mar en la España Moderna (Granada: Universidad de Granada, 1995)
- Europa y los Nuevos Mundos, siglos XV-XVIII (Madrid: Síntesis, 1996)
- Historia de Asia en la Edad Moderna (Madrid: Arco/Libros, 1996)
- El Siglo de las Luces. Las bases intelectuales del reformismo (Madrid, 1996)
- Historia de España (Madrid, 1998, en colaboración con José Luis Martín y Javier Tusell)
- El galeón de Manila (Sevilla: Ministerio de Educación Cultura y Deporte, 2000)
- La Ilustración (Madrid, 2001)
- Felipe V (Madrid, 2001)
- Oriente en Palacio (Madrid:El Viso, 2003)
- El sistema atlántico español, siglos XVII-XIX. (Madrid: Marcial Pons, 2004).
- El sistema comercial español del Pacífico (1765-1820). (Madrid, 2007).
- Europa en papel. (Madrid: SECC, 2010).